# PalaTrincone
Il palazzetto dello sport intitolato ad Alfonso Trincone, denominato anche Pala Baiano marmi per ragioni di sponsorizzazione e chiamato in precedenza PalaBleu oppure PalaBlu, è un impianto sportivo situato sul territorio del comune di Pozzuoli.
Ubicata presso la frazione di Monterusciello, la struttura è situata a breve distanza dal casello "Monterusciello Nord" posto sulla strada statale 7 quater Via Domitiana, ed è raggiungibile anche dalla stazione "Grotta del Sole" della ferrovia Circumflegrea.

## Storia
Dal 1992 l'impianto ha ospitato le partite interne della A.P.L. Puteoli, società arrivata fino al campionato di Legadue ma scomparsa dopo il trasferimento a Napoli sul finire degli anni '90. Pochi anni più tardi al PalaBleu si sono disputate le partite del Basket Napoli del presidente Maione: la società partenopea ha qui giocato nella stagione della promozione dalla Legadue alla Serie A, utilizzando il palazzetto anche nel primo anno nella massima serie. Dal 2003 i biancoazzurri si spostarono definitivamente al PalaBarbuto.
In base ai regolamenti del campionato di Serie A, era stata aggiunta una tribuna che fece aumentare la capienza a 3500 posti.
Una parete semovibile può dividere il palazzetto in due campi autonomi con tanto di spalti.
A partire dal 2004, l'impianto è stato intitolato ad Alfonso Trincone, Maresciallo dei carabinieri caduto nell'attentato di Nassiriya il 12 novembre 2003. (Da notare come anche la strada in cui si trova la struttura sia intitolata ad un carabiniere caduto, il carabiniere scelto Cosimo Luigi Miccoli ).
Nel complesso sportivo sono presenti anche palestra e una piscina olimpionica.
La struttura è molto utilizzata da società di minibasket.
Nel 2019 ha ospitato le gare di tennistavolo della XXX Universiade.